# Margherita Elisabetta di Leiningen-Westerburg
Margherita Elisabetta di Leiningen-Westerburg (Runkel, 30 giugno 1604 – Weida, 13 agosto 1667) è stata una nobile tedesca, contessa di Leiningen per nascita e langravia di Assia-Homburg per matrimonio.

## Biografia
Fu l'unica figlia femmina del conte Cristoforo di Leiningen-Westerburg (1575-1635) e di Anna Maria Ungnad, baronessa di Weissenwolff (1573-1606). Si sposò il 10 agosto 1622 a Butzbach con il langravio Federico I d'Assia-Homburg. Dopo che Maria Elisabetta partorì un figlio maschio per la seconda volta, nel langraviato di Assia-Darmstadt fu introdotto il principio di primogenitura.
Il marito morì il 9 maggio 1638, Il loro figlio minore era Federico, che fu noto come "principe di Homburg". Morì il 13 agosto 1667 a Weida

## Matrimonio e figli
Dal matrimonio con Federico (1585-1638), figlio del langravio Giorgio I d'Assia-Darmstadt, celebrato nel 1622, nacquero sei figli:
- Luigi (nato e morto nel 1623)
- Giorgio (nato e morto nel 1624)
- Guglielmo Cristoforo (1625-1681), langravio d'Assia-Hombourg, d'Assia-Bingenheim dal 1650 al 1669), sposò nel 1650 Sofia d'Assia-Darmstadt (1634-1663), (figlia del langravio Giorgio II d'Assia-Darmstadt). Rimasto vedovo, sposò in seconde nozze nel 1665 Anna di Sassonia-Lauenburg (m. 1688)
- Giorgio Cristiano (1626-1677), langravio d'Assia-Homburg dal 1669 al 1677, nel 1666 sposò Anna di Pogwisch (1638-1694)
- Anna Margherita (1629-1686), nel 1650 sposò il duca Filippo Luigi di Schleswig-Holstein-Sonderburg-Wiesenburg (m. 1689)
- Federico, langravio d'Assia-Homburg